# Пригородный поезд

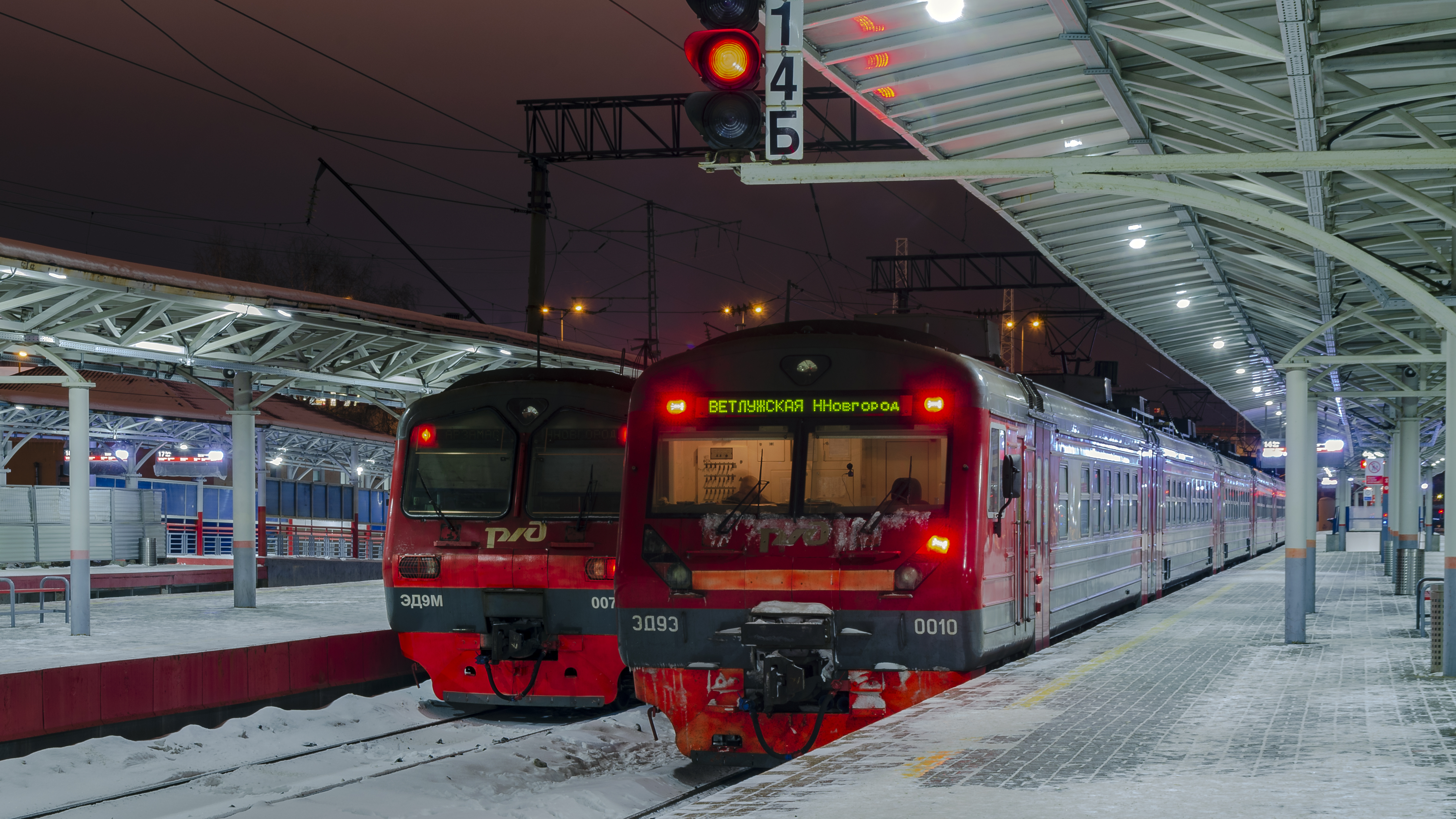
Пригородный поезд Нижний Новгород — Ветлужская на Московском вокзале в Нижнем Новгороде

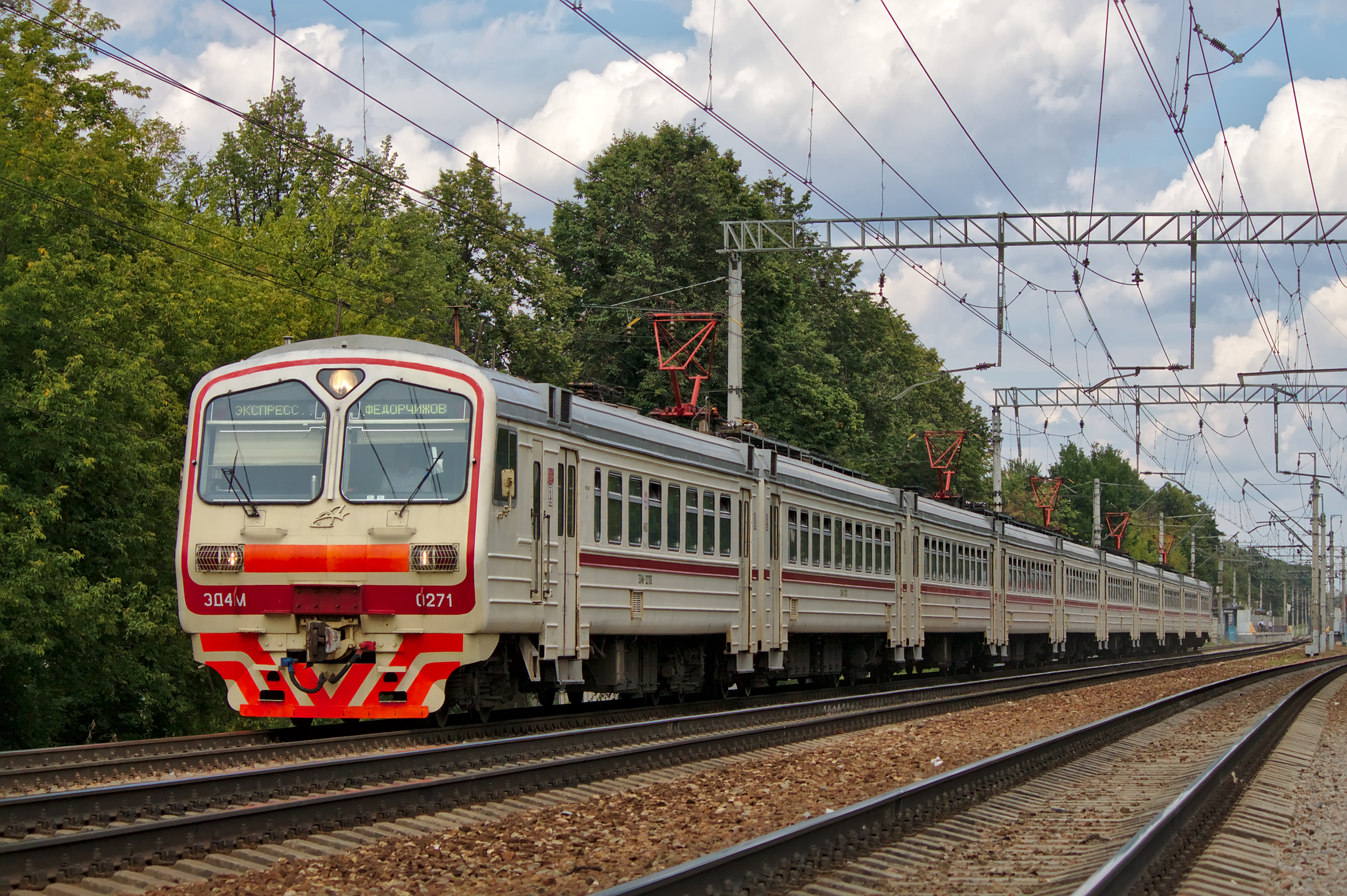
Электропоезд ЭД4М-0271 на Ярославском направлении МЖД

При́городный по́езд (разг. «электричка» или «дизель») — железнодорожный состав, осуществляющий пассажирские перевозки в пригородном сообщении. Характеризуется остановками, как правило, на всех промежуточных станциях маршрута, оборудованных пассажирскими платформами. Типичная протяжённость пригородного маршрута составляет до 200 км, однако может превышать этот показатель при следовании в пределах одного субъекта Российской Федерации либо двух сопредельных субъектов (включая города федерального значения). Данный вид транспорта выполняет важную сетевую функцию, обеспечивая гарантированные пересадки между населёнными пунктами.

## Развитие пригородных перевозок

### В СССР/России
Пригородным сообщением охвачено большинство районов стран бывшего СССР, особенно России, Украины и Белоруссии.
Первые поезда следовали, как правило, на небольшие расстояния и часто останавливались — вследствие малой мощности первых паровых двигателей, применявшихся тогда на паровозах, не было смысла ради увеличения средней скорости уменьшать количество остановок. С внедрением более совершенных и, следовательно, более мощных паровых машин и особенно подвижного состава на дизельной и электрической тяге пригородные перевозки выделились в отдельную категорию и стали нести на себе социальную функцию. Первыми специально организованными как пригородные были поезда линий Ораниенбаумской электрической линии (Оранэла) (66 км) и 20-километровой линии Баку-Сабунчи, связывавшей столицу Азербайджанской ССР с нефтеносными промыслами Сабунчи и Сураханы. Движение электропоездов в Азербайджанской ССР открылось 6 июля 1926 года. Для строительства маршрута был разобран и перевезён из Ленинграда в Азербайджан почти готовый участок Оранэлы от Стрельны до Ораниенбаума. 
Первый в истории Российской империи специальный электропоезд был построен Брянским заводом в 1910 году. На нём стояли аккумуляторы российского завода Тюдор. Он разгонялся до 55 вёрст в час и курсировал по Московско-Виндаво-Рыбинской железной дороге между Санкт-Петербургом и Павловском. Первые в истории СССР специальные электропоезда были построены на Мытищинском машиностроительном заводе с использованием австрийского оборудования, привезённого для Оранэлы до Октябрьской революции. Регулярное движение электропоездов открылось под напряжением 1200 В, при этом средняя скорость по сравнению с паровозами увеличилась в 2,5 раза. В том же 1926 году в советских газетах впервые появился популярный термин «электричка».
3 августа 1929 года первый пригородный электропоезд — электропоезд серии «С» — отправился на 18-километровом и самом востребованном у пассажиров участке Москва — Мытищи. До того на участке курсировали составы с паровозом со скоростью 16 км/ч, которые не справлялись с пассажиропотоком. Электросекции нового пригородного поезда состояли из одного моторного и двух прицепных вагонов, а максимальная скорость электропоезда серии С достигала 85 км/ч. В одном из вагонов было устроено багажное отделение. Пассажирские вагоны были только 3 класса и окрашены в зелёный цвет, который потом 80 лет в СССР и впоследствии в России (до ребрендинга электропоездов РЖД) ассоциировался с цветом электрички. Все места были сидячими — деревянными лавками. В зимнее время салон отапливала железная печка. Токоприёмники электрички подключались к системе электроснабжения постоянного тока с напряжением 1500 В. Двигатели постоянного тока весьма подходили для быстрого запуска в сравнении с однофазными, а это критически важно для движения на пригородных участках с частыми остановками. Для обслуживания и ремонта подвижного состава на станции Москва-2 было построено депо, носившее до 1933 года наименование «Основное электродепо Москва-2 Северных железных дорог», ныне это крупнейшее на Московской железной дороге моторвагонное депо «Москва-2-Ярославская». Новый вид железнодорожного транспорта продемонстрировал преимущество электротяги над паровой. Помимо большой экономии топлива, новый вид тяги дал возможность резко сократить паровозный и вагонный парк. Уже в первой половине 1930-х годов эксплуатируемые на линии «Москва-Мытищи» 33 моторвагонные секции высвободили 43 поездных и маневровых паровоза и около 400 пригородных пассажирских вагонов.
За проезд в пригородном поезде достаточно интенсивной пригородной линии установлен пригородный тариф, являющийся единым внутри железной дороги. Как правило, он ниже, чем проезд на аналогичное расстояние в поезде дальнего следования и в автобусе. Тарификация в пригородном сообщении на достаточно интенсивных пригородных линиях может быть зонной и покилометровой, и, как правило, не зависит от направления поездки. На неинтенсивных пригородных линиях применяется общий тариф (тариф проезда в общем или межобластном вагоне пассажирского поезда дальнего следования), для проезда на таких пригородных линиях установлены билеты особых видов. До 1934 года пригородное движение также существовало в Москве на Малом кольце МЖД; с 2016 года оно возобновилось посредством Московского центрального кольца (МЦК).
Настоящий бум на пригородные перевозки в СССР начался в 1970-е годы. Несмотря на кризис 1990-х годов и начала XXI века, пригородные поезда продолжают курсировать, выполняя те же функции, что и в прошлые времена. Рост количества пригородных рейсов сдерживается их убыточностью вследствие большого количества пассажиров льготных категорий и систематического безбилетного проезда отдельных пассажиров. С 2006 года в связи с изменением системы контроля оплаты проезда и установкой турникетов на многих платформах количество безбилетных пассажиров резко уменьшилось. Несмотря на это, тарифы на перевозки возросли.
В классическом варианте пригородный поезд имеет номер 6001-6999. Существуют также скорые пригородные поезда (номера 7001-7999). На территории Российской Федерации первым скорым пригородным поездом стал поезд 7009/7010 «Калина красная» сообщением Барнаул-Бийск. Используются также пригородные поезда повышенной комфортности (пригородные экспрессы).
Существуют также «местные» пассажирские поезда (с номерами 601—699), которые в определённых ситуациях могут выполнять функции пригородного поезда, останавливаясь на остановках без билетных касс. В районах с малой плотностью населения могут курсировать грузопассажирские поезда (номера — 901—949), которые также принадлежат к пассажирскому железнодорожному транспорту.
Все, включая дизельные и даже локомотивные (вне зависимости от типа локомотивной тяги), пригородные поезда в странах бывшего СССР (за исключением Белоруссии — там, в зависимости от типа тяги, различают дизеля и электрички) очень часто в обиходе именуют электричками.

### В мире

Пригородный поезд в Италии. Монтекатини-Терме, 2015

В большинстве крупных городов мира имеется пригородное железнодорожное сообщение, обычно осуществляемое дочерними компаниями национальных операторов железных дорог. В Германии, Индии, Японии, Австралии и ряде других стран системы S-Bahn (cityrail) выходят в пригороды, хотя преимущественно обслуживают жителей городов.
В Северной Америке пассажирский железнодорожный транспорт вообще и пригородное сообщение в частности пришли в упадок после Второй мировой войны, но с 1980-х годов наблюдается рост популярности этого вида транспорта. По состоянию на 2010 год в США действует более двадцати систем пригородного железнодорожного транспорта, известных в этой стране как англ. commuter rail (от слова англ. commuting — маятниковая миграция).

## Подвижной состав пригородных перевозок

Пригородный электропоезд в Норвегии, линия Осло — Берген

В качестве подвижного состава под пригородные перевозки могут использоваться:
- электропоезда — состоящие из головных, моторных и прицепных секций. Поезд содержит 2 головные секций, из кабин в которых происходит управление составом. Между головными вагонами заключены моторные и прицепные секции. Количество моторных секций не должно быть меньше, чем количество головных и прицепных секций вместе взятых. Исходя из этого, минимальное составность пригородного электропоезда — 4 вагона. Наибольшая составность электропоезда (по его технической характеристике) — 12 вагонов.
- дизель-поезда (в том числе рельсовые автобусы) — состоящие из головных (они же — моторные) и прицепных вагонов. По технической характеристике составность дизель-поезда может составлять от 4 до 6 вагонов. Однако, в последнее время часто можно видеть трехвагонные дизель-поезда (причём, зачастую на одном моторном вагоне, второй же головной вагон имеет лишь кабину дистанционного управления). Для обслуживания маршрутов и участков с малым пассажиропотоком и/или плохим состоянием пути могут работать некоторые автомотрисы из 1-3 секций;
- составы из «классных» вагонов (ЦМВ) на локомотивной тяге — отличаются, как правило, малой составностью (1-5 вагонов), а также отсутствием брони на места в вагоне. Обычно используются вагоны с сидячими местами-креслами (реже плацкартные) или межобластные вагоны с местами 3 класса. Встречаются в отдалённых районах, в которых затруднена подача моторвагонного подвижного состава, либо применяются на линиях с очень низким пассажиропотоком (так как минимальная длина электро- или дизель-поезда составляет 4 вагона, а в данном составе может быть и 2, или даже 1 вагон), на электрифицированных линиях с различными родами тока, где обычные электропоезда запустить невозможно, равно как на линиях, где часть маршрута проходит по электрифицированному участку, а другая часть — по неэлектрифицированному. Обычно обращаются на тепловозной тяге. На магистральных электрифицированных участках с одним родом тока (в том числе и если таковой охватывает только часть маршрута), а иногда, впрочем, даже и с разными родами тока (например, поезд Муром (переменный ток) — Черусти (постоянный ток) после списания муромских тепловозов ТЭП10) может применяться электровозная тяга.